# Dendrina
Dendrina es un género de foraminífero bentónico considerado homónimo posterior de Dendrina Quenstedt, 1848, y sinónimo posterior de Cibicidoides de la familia Parrelloididae, de la superfamilia Discorbinelloidea, del suborden Rotaliina y del orden Rotaliida. Su especie tipo era Dendrina succinea. Su rango cronoestratigráfico abarcaba el Thanetiense (Paleoceno superior).

## Clasificación
Dendrina incluía a la siguiente especie:
- Dendrina succinea †